# 駒谷揚
駒谷揚（Yoh Komaya,1971年生）は、日本の映画監督、映像ディレクター。東京都在住。YouTubeで展開中のWebドラマシリーズ『映画かよ。-Like in Movies-』で知られる。同作により、スラムダンス映画祭その他多数の海外の映画祭で受賞・入選し、Mirrorliar Filmsその他国内のプロジェクトにも多数参加している。

## 経歴
1971年生まれ。日本・東京出身。
映画好きの母の影響を受け、中学生の頃より映画鑑賞に没頭。東京都立東大和高等学校在学中に'80年代のアメリカン・ハイスクール映画に憧れ、アメリカ合衆国・テキサス州Waco High Schoolに留学する。後にサンフランシスコ州立大学に進学、映画科にて映画製作を学ぶ。
大学の寮で初めてのショートフィルム「カズナリマンvsスペースパンプキン」を撮る。
在学中、英語で数々のショートフィルムを撮るが、初めて撮った日本語の中編映画「しらぬがかける」が、第19回ぴあフィルムアワードに入選。初の映画祭参加を果たす。
その後、サンフランシスコで「フラッシュバックに気をつけろ！」（みちのく国際ミステリー映画祭 グランプリ、水戸映像祭審査員奨励賞受賞）「チャーリーを撃つなら俺を撃て！」「PASSPORT」（インディーズムービーフェスティバル 準グランプリ）を撮り、2000年に帰国。
帰国後、CM製作会社に就職。映像ディレクターとなる。
2020年にフリーランスに転向する。

## 作風
ウッディ・アレンやケビン・スミスなど、インディペンデント系のコメディ作家などから強い影響受ける一方、『ユージュアル・サスペクツ』などミステリー映画への憧れも強く、コメディとミステリーをオーバーラップさせた作風を得意とする。その傾向はWebドラマシリーズ『映画かよ。-Like in Movies-』にも色濃く反映されている。

## 監督作品

### 長編映画
- チャーリーを撃つなら俺を撃て！
- 21世紀の観覧車
- TICKET

### 中/短編映画
- MAKOTO&ERIC
- しらぬがかける
- フラッシュバックに気をつけろ！
- PASSPORT
- TWO IN A MILLION
- D
- この街を誰も出てはいけない
- King & Queen
- quitter（48Hour Film Project）
- Follow

### Webドラマシリーズ
- 映画かよ。-Like in Movies-

### その他

#### 広告ウェブムービー
- NISSAN ショートフィルム：TRUNK（脚本担当）
- FUJITSU：取扱説明人

#### TV番組
- 放課後探偵クラブ（ディズニーチャンネル）
- 極上のクルーズ紀行（BS-TBS）

#### MV
- 冬桜（The New Classics）
- Stick Together
- 片付けよう（九里みほ）

#### その他企業クライアント
NTT西日本、リクルート、ミツカン、YAMAHA、ロードモバイル、佐鳴予備校、F.C.C.、JAバンク兵庫、radiko、toto、３M（台湾）、Dr Formula（台湾）他

## 入賞・受賞歴
| 作品タイトル                                         | ジャンル           | 入賞・受賞 |
| ---------------------------------------------------- | ------------------ | --- |
| チャーリーを撃つなら俺を撃て！                       | 長編映画           | インディーズムービーフェスティバル（入選） |
| TICKET                                               | 長編映画           | チェルシー映画祭 （監督賞） Gen Con映画祭（最優秀長編賞） リッチモンド国際映画祭（観客賞） グレンダール国際映画祭（ベストスリラー賞）                                                                |
| しらぬがかける                                       | 中/短編映画        | 第19回ぴあフィルムアワード（入選） |
| フラッシュバックに気をつけろ！                       | 中/短編映画        | みちのく国際ミステリー映画祭（グランプリ受賞） 水戸映像祭（審査員奨励賞受賞） |
| PASSPORT                                             | 中/短編映画        | インディーズムービーフェスティバル（準グランプリ受賞） |
| TWO IN A MILLION                                     | 中/短編映画        | CXショートフィルム大賞（大賞受賞） |
| D                                                    | 中/短編映画        | グレートレイク・インディペンデント国際映画祭（グランプリ） Dragon Con インディペンデントショートフィルム映画祭（ベストスリラー賞） サンタバーバラ国際映画祭（入選）                                  |
| この街を誰も出てはいけない                           | 中/短編映画        | LAコメディ映画祭（入選） チロリアン・インディペンデント映画祭（入選） |
| King & Queen（Mirrorliar Films シーズン２ 参加作品） | 中/短編映画        | サウス・アフリカ・ホラー映画祭（短編賞ノミネート） クリスタルパレス国際映画祭（ベストホラーショートノミネート） クリムゾンホラー映画祭（入選） モリンズホラー映画祭 （入選）                         |
| quitter（48Hour Film Project）                       | 中/短編映画        | ソレント国際映画祭 （入選） アールズコート国際映画祭 （入選） バイロンベイ・アンダーグラウンド映画祭（入選）                                                                                         |
| Follow                                               | 中/短編映画        | カナディアン国際コメディ映画祭（ベストショーティ賞） コペンハーゲンウェブフェスト（入選） キラーバレーホラー映画祭（入選） キャンベラショート映画祭（入選） カウチ映画祭（ベストショートノミネート） |
| 映画かよ。-Like in Movies-                           | Webドラマシリーズ  | 映画かよ。-Like in Movies-「評価」欄参照 |
| NISSAN ショートフィルム：TRUNK（脚本担当）           | 広告ウェブムービー | 東京インターラクティブ・アド・アワード（グランプリ） |
| FUJITSU：取扱説明人                                  | 広告ウェブムービー | NY Festival（フィルム＆ビデオ カテゴリー/テクノロジー部門ファイナリスト） INTERCOM 広告祭（シルバーヒューゴ賞）                                                                                      |